# Emiratet Abu Dhabi
Emiratet Abu Dhabi (arabisk: إمارة أبو ظبي; tr. Imārat Abū Ẓaby) er et emirat i den nordlige del af den Arabiske Halvø og et af de syv emirater, der indgår i Forenede Arabiske Emirater. Med et areal på 67.340 km² er Abu Dhabi det arealmæssigt største af emiraterne i FAE, mens det med et indbyggertal på 2.908.173 (2016) indbyggere er det befolkningsmæssigt næststørste efter Dubai. Det er også det sydligste af emiraterne i FAE og grænser op til Saudiarabien i sydøst, Oman i vest samt til emiraterne Dubai og Sharjah i nord. Emiratets hovedstad er byen Abu Dhabi, der også er hovedstad i FAE.
Med undtagelse af byerne, mangrovevegetationen ved kystlinjen og et lille bjergområde nær byen al-Ain består emiratet næsten udelukkende af lavtliggende ørkenlandskab.
Abu Dhabi producerer ca. 85 procent af den olie, der produceres i de Forenede Arabiske Emirater.

## Etymologi
Før området fik navnet Abu Dhabi, var det kendt som Milh, der betyder salt på arabisk, sandsynligvis på grund af det salte vand i området. Milh er stadig navnet på en af øerne i Abu Dhabi.
Abu er arabisk for far, og Dhabi er det arabiske navn på en bestemt art af indfødt gazelle, der engang var almindelig i den arabiske region. Abu Dhabi betyder dermed far til gazellen. Den første anvendelse af navnet går over 300 år tilbage. Da navnets oprindelse er gået fra generation til generation via digte og legender, er det svært at kende navnets egentlige etymologi. Det menes, at navnet opstod på grund af en overflod af gazeller i området og en populær legende om grundlæggelsen af byen Abu Dhabi, som involverede sheik Shakhbut bin Dhiyab al Nahyan, der var Abu Dhabis hersker fra 1793 til 1816.

## Historie
Dele af det område, der nu udgøres af emiratet Abu Dhabi, har været beboet i flere årtusinder. Områdets tidlige historie var præget af den nomadiske hyrde- og fiskerilivsstil, der er typisk for regionen som helhed.
Det nuværende emirat Abu Dhabis oprindelse kan føres tilbage til fremvæksten af et vigtigt stammeforbund, Bani Yas, i slutningen af 1700-tallet, som bestod af stammer i området fra det sydøstlige Qatar til nuværende emirat Dubais område. I 1795 flyttede sheik Shakhbut bin Dhiyab al Nahyan, der var Abu Dhabis hersker fra 1793 til 1816, sit hovedsæde fra oasen Liwa til byen Abu Dhabi. I 1800-tallet skiltes stammeforbundet i grenene i Dubai og Abu Dhabi.
I 1820 indgik Storbritannien og områdets emirater en aftale om, at Storbritannien skulle overtage forsvars- og udenrigspolitikken. De syv emirater blev herefter et britisk protektorat og blev kaldt Traktatkysten.
Indtil midten af 1900-tallet var Abu Dhabis økonomi hovedsageligt baseret på kamelhold, produktion af dadler og grøntsager i oaserne Al-Ain og Liwa samt fiskeri og perledykning ud for kysten af Abu Dhabi, som hovedsageligt var beboet i sommermånederne. Fremvæksten af industrien omkring dyrkede perler i første halvdel af 1900-tallet skabte store vanskeligheder for indbyggerne i Abu Dhabi, da naturperler var områdets største eksportvare og indtjeningskilde.
I 1939 udstedte sheik Shakhbut bin Sultan Al Nahyan koncession til udvindelse af petroleum, og i 1958 blev der for første gang fundet olie. I første omgang havde indtjeningen fra olien dog en begrænset indvirkning. Der blev opført et par lave betonbygninger, og den første asfalterede vej blev færdiggjort i 1961. Men Sheik Shakbut, der var usikker på, om de nye indtægter fra olien ville fortsatte, anlagde en forsigtig tilgang og foretrak at spare indtægterne op frem for at investere dem i udvikling. Hans yngre bror sheik Zayed bin Sultan Al Nahyan indså, at olierigdommen havde potentiale til at ændre Abu Dhabi. Nahyan-familien besluttede derfor, at den mere progressive sheik Zayed skulle erstatte sin bror som hersker og udføre sin vision om at udvikle landet. Den 6. august 1966 blev der med britisk støtte gennemført et kup, hvor sheik Zayed blev den nye hersker.
I 1968 meddelte Storbritannien, at det ville trække sig ud fra området omkring den Persiske Golf. Herefter blev Sheik Zayed den vigtigste drivkraft bag dannelsen af De Forenede Arabiske Emirater. Storbritannien trak sig ud i 1971, hvorefter emiratet Abu Dhabi indgik i føderationen De Forenede Arabiske Emirater med de øvrige emirater i området. Sheikh Zayed blev valgt til præsident for FAE i 1971, blev valgt i yderligere fem år den 2. december 1976 og blev herefter genvalgt hvert femte år indtil sin død i 2004.
Efter at Emiraterne blev uafhængige, fortsatte olierigdommen med at tilflyde området, og de traditionelle mudderhytter blev hurtigt erstattet med banker, butikker og moderne højhuse. Den 1. januar 1974 gennemførte Abu Dhabi en delvis nationalisering af olieindustrien, hvor produktionsvirksomhederne beholdt 40 procent.

## Politik og regering
Styreformen i Emiratet Abu Dhabi er enevældigt og arveligt monarki. Den nuværende emir er sheik Mohamed bin Zayed Al Nahyan, der er søn af sheik Zayed bin Sultan Al Nahyan, De Forenede Arabiske Emiraters første præsident. Der er ingen valgt lovgivende forsamling, men et rådgivende råd Abu Dhabi National Consultative Council, der består af 60 medlemmer fra emiratets ledende stammer og familier. Lovgivningen er hovedsageligt baseret på sharia.
Abu Dhabi Executive Council er Abu Dhabis regeringsapparat. Eksekutivrådet støtter emiratets hersker i at udføre sine pligter og beføjelser, udarbejdelsen af udviklingsplaner for Abu Dhabi og i formulering og implementering af love på emirat- og føderalt niveau.  Dets medlemmer udgøres af lederne for de lokale regeringskontorer, nogle lokale myndigheder og andre medlemmer udpeget af emiren.
Siden 1971 har Abu Dhabi været en del af det føderale system i De Forenede Arabiske Emirater, en sammenslutning af syv semi-autonome emirater med en forfatning fra 1971. Føderationens øverste politiske myndighed er Det Øverste Råd, som består af lederne af de syv emirater. Rådet vælger en præsident, som sidder fem år ad gangen. Emiren af Abu Dhabi har vetoret på føderalt niveau og bliver traditionelt valgt til præsident for De Forenede Arabiske Emirater.

## Geografi
Emiratet Abu Dhabi ligger i den sydvestlige del af De Forenede Arabiske Emirater. Det grænser op til Kongeriget Saudi-Arabien i sydøst, Sultanatet Oman i vest samt til emiraterne Dubai og Sharjah i nord. Det har desuden en kystlinje på ca. 700 km mod Den Persiske Golf. Det har et areal på 67,340 km2, og det udgør dermed 87% af De Forenede Arabiske Emiraters samlede areal. I dets territorialfarvand ligger der omkring 200 øer.
Med undtagelse af byerne, mangrovevegetationen ved kystlinjen og et lille klippeområde nær byen al-Ain består emiratet næsten udelukkende af lavtliggende sandørken, som er oversået med klitter, der i nogle områder mod syd når en højde på over 300 meter. Den østlige del af Emiratet grænser op til den vestlig udkant af Hajar-bjergene. Hafeet Mountain, Abu Dhabis højeste og eneste bjerg med en højde på 1.249 m, ligger syd for byen Al-Ain ved grænsen til Oman.
Jorddyrkning og kunstvanding til landbrug og skovbrug har i løbet af det sidste årti øget størrelsen af 'grønne områder', herunder parker og beplantning langs veje, i emiratet til omkring 5% af det samlede areal Cirka 1,2% af det samlede areal bruges til landbrug.

## Eksterne links
- Wikimedia Commons har flere filer relateret til Emiratet Abu Dhabi

23°40′00″N 54°00′00″Ø / 23.6667°N 54°Ø